# Годунов, Дмитрий Иванович
Дмитрий Иванович Годунов († 1606) — 1-й постельничий, наместник, конюший и боярин конца XVI и начала XVII веков. Дядя и воспитатель будущего царя Бориса Годунова (которому тот во многом был обязан своей блестящей карьерой). Один из богатейших людей Московского государства, благотворитель многих монастырей и храмов.

## Биография

### Служба Ивану Грозному
Младший сын Ивана Григорьевича из малозначительного костромского рода Годуновых.  Вначале служил при дворе удельного князя Юрия Васильевича Углицкого (младшего брата царя Ивана Грозного), но после его смерти в 1563 году перешел на царскую службу. С середины 1560-х годов делал карьеру при опричном и особом дворах Ивана Грозного. Его выдвижение связывается с включением в опричнину Костромского и Вяземского уездов, где находились основные вотчины Годуновых. В 1567 году назначен 1-м постельничим царя Ивана Грозного (1567—1573). Должность постельничего позволяла ему быть все время рядом с царем. Постоянный участник царских свадеб, придворных торжеств и приёмов. Взял к себе на службу в Постельный приказ на должность стряпчего своего 15-летнего племянника Бориса Фёдоровича Годунова. Затем он устроил свадьбу 18-летнего Бориса с дочерью Малюты Скуратова — Марией. В октябре 1571 года присутствовал на третьей свадьбе царя Ивана с Марфой Васильевной Собакиной — родственницей Малюты Скуратова, жена Бориса — Мария Григорьевна, сваха со стороны царицы, а дружками царя — сам Малюта и его зять Борис Годунов. В 1572 году упоминается в разрядных книгах. Весной 1574 года первым из Годуновых был пожалован в окольничие. В этом же году, благодаря его положению и влиянию состоялась свадьба И. Ф. Годуновой с царевичем Фёдором Ивановичем. После чего способствовал успешной карьере Бориса Годунова. В 1575 году местничал с главой дворовой думы В. И. Умным-Колычёвым, который находился в полу опале и вскоре был казнён. В 1577 году пожалован боярством. В перечне бояр указывался на 2 или третьем месте. В этом же году вместе с Борисом Годуновым находился при царевиче Фёдоре Ивановиче в Новгороде. В 1580 году на 7-й свадьбе царя Ивана Грозного с Марией Нагой «сидел за столом и звал государя на место». 30 июля 1581 года обедал у царя.

### Служба Фёдору Ивановичу
В феврале 1585 год в день приёма литовских послов сидел «в кривой лавке».
В 1586 году наместник в Великом Новгороде.

### Служба Борису Годунову
В 1598 году после вступления на царский престол своего племянника Бориса Годунова назначен на его место конюшим — то есть фактически первым из бояр и главой Конюшенного приказа (1598—1605). Во время венчания на царство Бориса Годунова, держал скипетр. В том же году, во время похода царя Бориса в Серпухов против крымского хана Газы Герая, дворецкий и боярин Дмитрий Иванович оставлен в Москве вместе с царевичем Фёдором Борисовичем и царским семейством. Находился во дворце во время приёма шведского королевича Густава (19 августа 1599).
В 1605 году после смерти Бориса Годунова, свержения его сына Фёдора Борисовича и вступления на царский престол Лжедмитрия I — Дмитрий Иванович попал в опалу и отправлен в ссылку, где и скончался в глубокой старости в 1606 году (по другим данным не позднее мая 1605 года), приняв перед смертию иночество с именем Дионисий.
Похоронен в Ипатьевском монастыре в Костроме.

## Семья
Женат дважды (а не трижды, как указывается в ряде компиляций):
1. Агриппина, упоминается в свадебном чине 7-й свадьбы царя Ивана Грозного, где она сидела за столом (1580).
2. Матрёна-Стефанида Андреевна. Под именем Матрёна упоминается в предисловии к псалтыри 1594 года, пожертвованной Дмитрием Ивановичем в Кирилло-Белозёрский монастырь. Овдовев, приняла постриг в Новодевичьем монастыре с именем Александра. В 1621 году била челом царю Михаилу Фёдоровичу о купленной и выменянной (1595) вотчины мужа село Богоявленское (Медведицкое) с деревнями и пустошами в Кашинском уезде купленное у Якова Плещеева, Ивана Блохина и Онуфрия Окорокова и село Пухлимское с деревнями и пустошами в Кашинском уезде, выменянные у Яминского монастыря, на свои вотчины: село Турыгино в Бежецком Верхе Тверского уезда и село Даниловское с деревнями в Кашинском уезде. Поручителем по делу проходил брат боярина Пётр Годунов. Царь повелел оставить вотчины, а также 752 четверти земли, за вдовою боярина[6].

Все многочисленные дети Дмитрия Ивановича умерли в юном возрасте либо младенчестве; в крипте Троицкого собора Ипатьевского монастыря сохранились надгробия части из них. Из числа этих детей Осан Дмитриевич упомянут в местническом деле с В. И. Умным-Колычёвым.

## Благотворительность
Один из богатейших людей эпохи, имел вотчины и поместья в нескольких уездах, в том числе в родовом Костромском уезде. Делал щедрые вклады (вотчинами, деньгами, колоколами и др.) в Троице-Сергиев, Чудов, Новодевичий, Кирилло-Белозерский, Соловецкий, Антониев-Сийский, Калязинский и многие другие монастыри, а также в соборы Московского Кремля и другие. Крупнейший меценат эпохи, осуществляя выбор мастеров, оговаривая характер и условия заказа драгоценных вещей, предметов церковного и светского обихода (в том числе одеяний), в немалой степени формировал эстетические вкусы аристократии. В царских мастерских изготавливались «годуновские» лицевые Псалтири с листовым форматом миниатюр, продолжавшие традиции школы Лицевого свода. Единственный экземпляр 1591 года содержал более 570 миниатюр, главным образом листового формата. «Маргинальная редакция» Псалтири содержала около 350 миниатюр с абсолютным преобладанием рисунков на полях, она рассылалась в 1594—1602 годах по многим монастырям и соборам (сохранилось ок. 10 экз.). Кремлёвскими мастерами писались иконы святых «с житием» (большого формата), «чиновные» для иконостаса (относятся к т. н. строгановской школе, отличающейся изысканностью письма, гармоничностью цвета и скрупулёзной деталировкой), изготовлялись позолоченные серебряные оклады для икон и книг с вкраплением драгоценных камней, столовые приборы и предметы церковного обихода. Главным объектом вкладов и пожертвований был Костромской Ипатьевский монастырь, превратившийся в родовое «моление» и усыпальницу Годуновых: на средства Дмитрия Ивановича достраивался и перестраивался Троицкий собор, были возведены звонница, каменная ограда со Святыми воротами, возможно, келейный корпус, а также надвратный храм (наряду с ним пожертвования на него сделал Борис Годунов). Драгоценные вещи и иконы из вкладов Годуновых в Ипатьевский монастырь составили уникальные коллекции в Оружейной палате Московского Кремля и в Костромском музее-заповеднике. На средства Дмитрия Ивановича и по его заказу возведены церкви Рождества Христова в с. Беседы под Москвой, Борисоглебская на его кремлёвском дворе (не сохранилась), Великомученика Никиты в Заяузье (Москва) и, возможно, Богоявления в с. Красное, близ Костромы.